# Tantura
Tantura (en àrab, الطنطورة; en hebreu, טנטורה) va ser una antiga població palestina destruïda per l'exèrcit israelià en el curs de la guerra araboisraeliana de 1948 en una operació de neteja ètnica en què van morir entre 200 i 250 civils desarmats, la majoria homes. Actualment, sobre les ruïnes s'alcen dos quibuts i un complex recreatiu privat, que rep el mateix nom. L'any 2022 es va realitzar una pel·lícula documental sobre els fets.
El Pla de les Nacions Unides per a la partició de Palestina de 1947 incloïa Tantura dins de les fronteres projectades per a l'Estat d'Israel. Situada a la costa mediterrània, a 24 km al sud de Haifa i a 25 m sobre el nivell del mar, l'any 1948 tenia 1.728 habitants que vivien majoritàriament de l'agricultura i la pesca.

## Història
Gairebé no existien evidències de la suposada massacre de Tantura més que en els testimonis orals dels supervivents fins que a finals de la dècada del 1990 Theodore «Teddy» Katz, un estudiant de la Universitat de Haifa, va investigar i relatar els fets en el marc d'una tesi doctoral dirigida per l'historiador Kais Firro. Fins llavors es considerava Deir Yassin, poble on més de 100 persones van ser assassinades l'abril de 1948, com la massacre més gran perpetrada per tropes i paramilitars israelians durant la guerra, però el nombre de morts a Tantura supera els de Deir Yassin.
Les investigacions de Katz, que es van donar a conèixer al públic general arran d'un article al diari Maariv el gener del 2000, van causar una gran commoció a Israel, ja que fins aleshores poques veus havien posat en qüestió algunes de les idees més difoses sobre la creació d'Israel, en particular la que afirma que la desaparició de la major part de la població àrab del seu territori el 1948 (donant lloc al problema dels refugiats palestins) es va deure a un èxode voluntari. De fet, segons els testimonis d'alguns habitants de Tantura, després del bombardeig de Haifa per tropes israelianes, que va originar la fugida massiva de la seva població àrab per mar, semblava inevitable que el mateix passés a les poblacions properes. Tot i això, els veïns de Tantura van decidir romandre al poble:
| «                              | Després de la caiguda de Haifa i els pobles dels voltants que va seguir la proclamació de l'Estat d'Israel, l'atac a Tantura semblava inevitable. Els homes tenien molt poques armes i mai no s'havien organitzat ni havien estat entrenats. Van fer guàrdia a les entrades del poble [...] | » |
| — Yahya Abu Madi, supervivient | |   |

Segons els informes de Katz, elaborats a partir d'«informació presa de testimonis jueus i àrabs i de soldats presents en els esdeveniments», una vegada que la Haganà va haver controlat el poble la nit del 22 al 23 de maig, «almenys dues-centes persones del poble de Tantura van ser assassinades per tropes israelianes», en el que va constituir «definitivament, una de les massacres més grans». Un altre historiador israelià especialista en aquest període, Benny Morris, eleva les víctimes a 250. Els veïns morts haurien estat enterrats immediatament en fosses comunes, i la resta dispersats en totes direccions. Segons el supervivent Fawzi al-Tanyi, entrevistat per Ma'ariv:
| « | Ens van portar al cementiri [...]. Ens van posar en files al costat dels cactus i van disparar. Després van triar-ne deu més perquè s'emportessin els cossos, i aquests deu van ser assassinats. | » |

Segons Katz, altres habitants van ser executats a casa seva i la massacre es va acabar, d'acord amb diversos testimonis, quan l'alcalde de la veïna població jueva de Zichron Yaakov va anar a Tantura i va aconseguir convèncer les tropes de la Haganà que l'aturessin.
La tesi de Katz va rebre un premi especial de la Universitat de Haifa el 1999, però va ser durament criticada l'any següent, quan la premsa israeliana es va fer ressò de les seves conclusions, donant lloc a un escàndol polític i mediàtic. Un dels seus principals crítics, Benny Morris, fa objeccions tant a la fiabilitat d'uns fets documentats només per testimonis orals com a la fidelitat de Katz als mateixos. Tot i això, d'acord amb les seves pròpies entrevistes conclou que malgrat les llacunes metodològiques, la massacre de Tantura va ser real i el nombre de les víctimes possiblement una mica superior a la xifra avançada per Katz.
Immediatament, un grup de veterans de la Brigada Alexandroni, la unitat que va conquerir Tantura, va interposar una denúncia per calúmnies contra Katz. El judici va començar el desembre del 2000 i es va centrar en la idea que existien discrepàncies entre els testimonis orals recollits per Katz i la seva transcripció per a la tesi. Després de dues vistes, Katz va arribar a un acord extrajudicial amb l'advocat dels veterans de la Haganà i va signar un document de disculpa en què afirmava que «a Tantura no hi havia hagut una massacre», sense donar més detalls sobre els fets. Dotze hores després, però, Katz va demanar al tribunal que li permetés retractar-se de la seva disculpa, ja que l'havia signat per la pressió a què se sentia sotmès però no reflectia el que pensava realment sobre la seva feina. El tribunal no va permetre-li fer marxa enrere i el cas va quedar judicialment tancat.

La Universitat de Haifa, en una decisió sense precedents que li va valer ser sotmesa a un bloqueig acadèmic de les universitats britàniques convocat per la prestigiosa Associació de Professors Universitaris del Regne Unit, li va retirar el títol a Katz, que va haver de presentar de nou la seva tesi i tornar a obtenir el títol després del judici. En una entrevista publicada a Haaretz el gener de 2004, Morris afirma:
| « | No hi ha proves inequívoques d'una matança a gran escala a Tantura, però no hi ha dubte que s'hi van cometre crims de guerra. | » |

L'historiador Tom Seguev també considera que, encara que Katz pot haver comès algun error com a historiador, els esdeveniments dels quals va informar probablement van succeir.